# Nirodia belphegor
Nirodia belphegor là một loài bướm trong họ Lycaenidae và duy nhất trong chi Nirodia. Nó là loài đặc hữu của Brasil.